# Don't Eat the Yellow Snow
Don't Eat the Yellow Snow è un brano musicale scritto ed interpretato dal musicista statunitense Frank Zappa, incluso nel suo album Apostrophe (') e pubblicato come singolo nel 1974.

## Il brano
Il testo del brano narra le gesta di un uomo che sogna di essere un eschimese di nome Nanook. Sua madre lo ammonisce di stare attento a dove vanno i cani husky e di non mangiare mai la "neve gialla". La traccia passa direttamente senza stacchi nel seguente brano sul disco, Nanook Rubs It.
Successivamente alla pubblicazione dell'album Apostrophe ('), un disc jockey di Pittsburgh editò le versioni sull'LP di Don't Eat the Yellow Snow e Nanook Rubs It per trasmetterle durante la sua trasmissione radiofonica come un'improvvisata "suite". Mentre Zappa era in tour in Europa, venne a conoscenza del successo che stava riscuotendo questa versione non autorizzata, e decise di creare una sua personale versione della suite una volta tornato negli Stati Uniti, con l'idea di pubblicarla come singolo. La versione pubblicata su singolo comprendeva Don't Eat the Yellow Snow, la maggior parte di Nanook Rubs It, e l'introduzione del brano St. Alfonzo's Pancake Breakfast. Il singolo ebbe un buon successo piazzandosi alla posizione numero 86 nella classifica statunitense di Billboard.

## Tracce singolo
1. Don't Eat the Yellow Snow – 3:26 (Contiene Don't Eat the Yellow Snow, Nanook Rubs it e l'intro di St.Alfonzo's Pancake Breakfast)
2. Cosmik Debris – 4:10[3]